# Kurt Stürzenbecher
Kurt Stürzenbecher (* 2. Mai 1958 in Wolfsberg) ist ein österreichischer Politiker (SPÖ). Er war von 1997 bis Juni 2025 Abgeordneter zum Wiener Landtag und Mitglied des Wiener Gemeinderats.

## Ausbildung und Beruf
Kurt Stürzenbecher besuchte das Gymnasium und legte die Matura an der Höheren Internatsschule des Bundes Graz-Liebenau ab. Er studierte in der Folge Rechtswissenschaften an der Universität Wien und leistete seinen Zivildienst im Dokumentationsarchiv des österreichischen Widerstandes ab. Nach der Absolvierung der Gerichtspraxis in Wien war Stürzenbecher als Jurist im Bundesministerium für Land- und Forstwirtschaft beschäftigt. Seit 1988 arbeitet Stürzenbecher als Klubsekretär der Sozialdemokratischen Parlamentsfraktion und ist vor allem für Justizpolitik zuständig.

## Politik
Kurt Stürzenbecher war während seines Studiums von 1981 bis 1982 Vorsitzender des Verbands Sozialistischer Studenten (VSStÖ) Wien und von 1982 bis 1983 Bundesvorsitzender des VSStÖ. In der Folge engagierte er sich in der Bezirkspolitik von Hernals, wo er zwischen 1986 und 1992 Vorsitzender der Jungen Generation war und 1994 in den Bezirksvorstand gewählt wurde. Zwischen 1994 und 1997 war Stürzenbecher Bezirksrat in Hernals, bevor er 1997 in den Wiener Landtag und Gemeinderat wechselte. Stürzenbecher ist in der 18. Gesetzgebungsperiode Mitglied in den Ausschüssen „Integration, Frauenfragen, KonsumentInnenschutz und Personal“, „Finanzen, Wirtschaftspolitik und Wiener Stadtwerke“ und „Wohnen, Wohnbau und Stadterneuerung“, wo er auch den Vorsitz innehat. Zudem ist er Mitglied im Unvereinbarkeitsausschuss. Seit 2002 ist Stürzenbecher auch stellvertretender Vorsitzender der SPÖ Hernals.

## Privates
Stürzenbecher ist verheiratet und hat zwei Söhne.

## Auszeichnungen (Auswahl)
- 2023: Großes Silbernes Ehrenzeichen für Verdienste um das Land Wien[1]